# ChatDPP
ChatDPP，是台湾民主进步党开发的人工智能聊天机器人程序，目的是配合宣传「反濫權護民主」理念，于2024年6月推出。，有网友通过多角度提问方式与某人工智能应用对话，随后将部分聊天记录截图上传至社交平台，被用作对民进党现行决策及立场的抨击论据。而民主進步黨方面，在此app推出之後，考量其開發不完全，技術上出現嚴重缺陷後便旋即關閉此服務，直至2025年皆未有下文。